# Tai Seng (métro de Singapour)
Tai Seng est une station de métro à Singapour. 